# رام باران ياداف
رام باران ياداف (بالنيبالية: रामवरण यादव)‏ سياسي نيبالي من مواليد 4 فبراير 1948 مدينة ساباهي، نيبال. في 21 يوليو 2008 تم انتخابه أول رئيس لجمهورية النيبال بعد حصوله على 308 أصوات من أصل 590 وبالتالي تحقيق نصر على منافسه رام راجا سينغ مرشح الحزب الشيوعي. تم تقليده رئيساً في 23 يوليو 2008.
ياداف درس الطب في كلكوتا، الهند وكان وزير للصحة في الحكومة النيبالية المنتخبة في عام 1991.
في مايو 2007 تعرض سكن ياداف في جنكبور لهجوم من قبل مسلحين قاموا بتحطم الأثاث ورفع علم العصابة عليه وقبل مغادرتهم قاموا بزرع قنبلة داخله. تجدر الإشارة إلى أن ياداف هندوسي الديانة وهو من أعضاء حزب المؤتمر النيبالي.

## روابط خارجية
- رام باران ياداف على موقع الموسوعة البريطانية (الإنجليزية)
- رام باران ياداف على موقع مونزينجر (الألمانية)